# Mariano Esteban Rodríguez
Mariano Esteban Rodríguez (Villalón de Campos, Valladolid, 1945) és un investigador i viròleg espanyol. Membre del Consell Superior d'Investigacions Científiques (CSIC), és cap del Grup de Poxvirus i Vacunes del Centro Nacional de Biotecnología del CSIC. Académico de Número de la Reial Acadèmia Nacional de Farmàcia.

## Biografia
Mariano Esteban nasqué a Villalón de Campos (província de Valladolid) l'any 1945. Es llicencià en Farmàcia (1967) i en Ciències Biològiques (1972); i en va obtenir el títol de doctor, el 1970, en l'especialitat de Microbiologia per la Facultat de Farmàcia de la Universitat de Santiago de Compostel·la.
L'any 1992, després d'una estada de vint-i-dos anys a l'estranger, tornà a Espanya per dirigir l'aleshores nou Centro Nacional de Biotecnología (CNB) del CSIC, càrrec que ocupà durant dotze anys.

## Covid-19
El maig de 2020, el grup liderat per Mariano Esteban, juntament a Juan García Arriaza, treballava per al desenvolupament d'una vacuna contra el coronavirus COVID-19, anomenada MVA-COVID-19(S). Les seves investigacions anaven en la línia d'una modificació del virus emprat per a l'erradicació de la verola.
Es va preveure que a les acaballes de l'any 2020 l'empresa gallega CZ Vaccines iniciés els assajos clínics d'aquesta vacuna en les fases I, II i III; i que, a principis del 2021, n'iniciés la producció industrial.